# Ligne de Szolnok à Hódmezővásárhely
La ligne de Szolnok à Makó par Hódmezővásárhely ou ligne 130 est une ligne de chemin de fer de Hongrie. Elle relie Szolnok à Makó par Hódmezővásárhely.